# Краљевина Француска (1791—1792)
Краљевина Француска је била краткотрајна уставна монархија која је постојала од 3. септембра 1791. до 21. септембра 1792. године.

## Историја
Ни након две године Револуције, социјални немири у Француској нису јењавали. Луј XVI је након неуспешног покушаја бега присиљен да прихвати устав донесен 3. септембра 1791. године. Устав је био револуционаран за своје раздобље. Потпуно је укинуо племство и увео једнакост свих грађана Француске пред законом. Краљ је имао право на вето за законске предлоге Законодавне скупштине. Дана 20. августа 1792. године Луј је невољно на захтев Скупштине објавио рат Аустрији. Пруска стаје на страну Аустрије. Тиме су отпочели Француски револуционарни ратови. Француска војска била је подељена на присталице републике и монархије. Већ на почетку Француских револуционарних ратова долази до дезертирања и преласка у противнички табор. Због тога је француска војска била слаба и трпела поразе на свим фронтовима. Монархисти су већ славили гушење револуције. Преокрет је уследио након интервенције Маре и Робеспјера који су се ставили на чело народа и образовали тајни директоријум. Земља је била свесна да је за победу револуције потребно збацити монархију. Дана 9. августа представници 48 париских секција образовали су револуционарну Париску комуну. Ноћу између 9. и 10. августа почело је звонити за узбуну, а 10. августа народне масе су пошле ка двору краља Луја. Краљевска породица пребегла је у Законодавну скупштину да од ње тражи заштите. Она је привремено одузела власт краљу. Комуна је наређивала да се краљ ухапси. Краљ Луј и краљица Антоанета затворени су у тамницу Темпл. Тако је 10. августа 1792. године народ у Француској збацио монархију.
Уследио је преокрет на бојном пољу. Француска војска под командом Келермана и Димурјеа наноси велики пораз немачкој војсци у бици код Валмија (20. септембар 1792. године) након чега су непријатељи протерани са територије Француске републике. Следећег дана Конвент је и званично прогласио Републику.